# Ochsenbastei

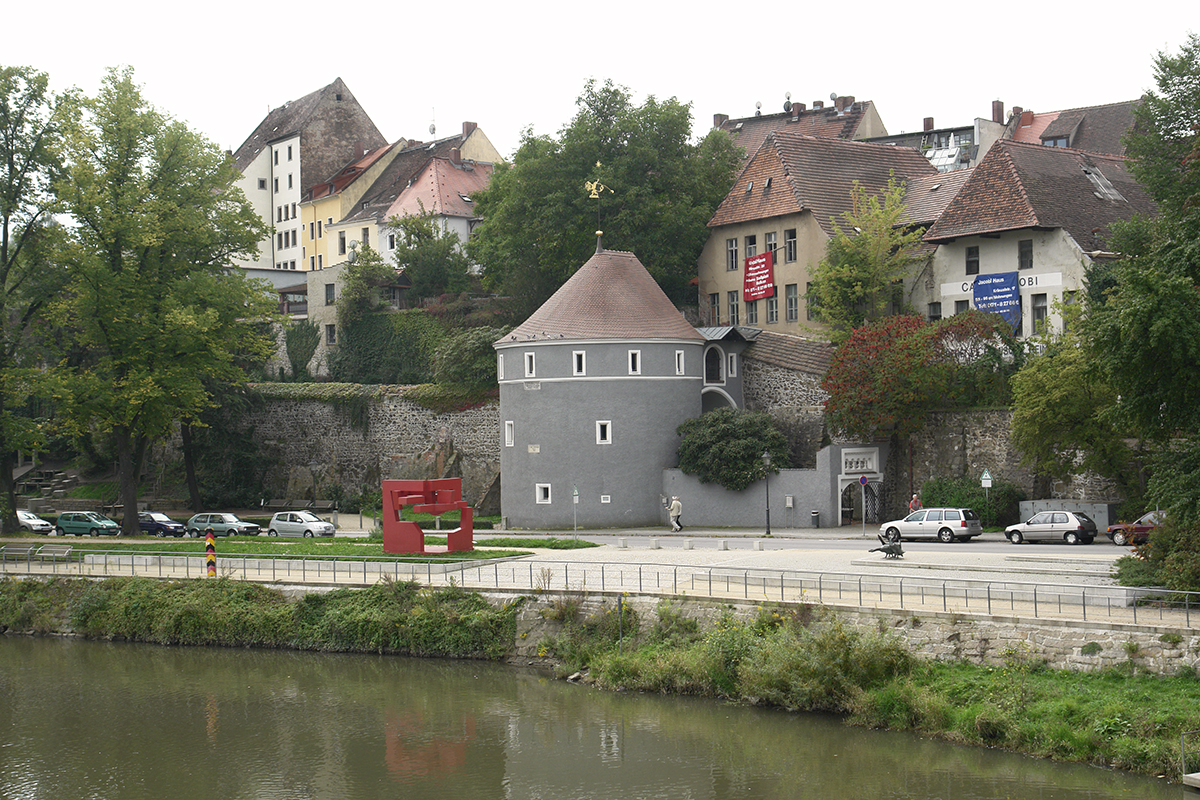
Eingang zur Ochsenbastei von der Uferstraße

Die Ochsenbastei in Görlitz ist ein Teil der ehemaligen Stadtbefestigung in der Nähe der Peterskirche. Während das eigentliche „Tor an der Kahle“ 1834 abgebrochen wurde, blieben der Rundbau der Bastei und der Ochsenzwinger erhalten und sind inzwischen als Kulturdenkmale geschützt.
Durch das „Tor an der Kahle“, einen Nebenausgang der Stadt, führte seit dem Mittelalter ein Weg von der Stadt zur Viehweide unmittelbar an der Neiße, von der die Bastei und der nahegelegene Ochsenzwinger ihre Namen bekamen. Die Bastei wurde zum Schutz des Tores errichtet und blieb nach dessen Abbruch 1834 erhalten. Zusammen mit dem Kaisertrutz und dem Nikolaiturm gehört die Ochsenbastei zu den sehenswerten Resten der Görlitzer Stadtbefestigung.
Der Eingang zur Ochsenbastei liegt an der Uferstraße und der Ausgang an der Bergstraße.

## Terrassen
Auf der Brunnenterrasse wurde ein kleiner barock anmutender Garten als öffentliche Grünanlage von 1962 bis 1963 angelegt. Die Pläne stammen vom damaligen Gartendirektor Henry Kraft. Erbaut wurde diese Anlage im Rahmen des Nationalen Aufbauwerks mit unentgeltlicher Hilfe durch die Görlitzer Stadtbevölkerung.
Früher standen auf der Oberen Terrasse Wirtschaftsgebäude von Häusern der Kränzelstraße. In den 60er Jahren des 20. Jahrhunderts wurde eine Freifläche angelegt. 2000 wurde die Fläche zeitgemäß umgestaltet.
1999/2000 wurden Bastei und Garten umfassend saniert und wieder hergerichtet.